# دانيال مونيوث (لاعب كرة قدم)
دانيال مونيوث (بالإسبانية: Daniel Muñoz)‏ هو لاعب كرة قدم كولومبي في مركز الدفاع، ولد في 25 مايو 1996 في Amalfi, Antioquia ‏ في كولومبيا. لعب مع ريونيغرو أغيلاس ونادي جينك.

## وصلات خارجية
- دانيال مونيوث على موقع الاتحاد الأوربي (الإنجليزية)
- دانيال مونيوث على موقع قاعدة بيانات كرة القدم.إي يو (الإنجليزية)
- دانيال مونيوث على موقع ناشيونال فوتبول تيمز (الإنجليزية)
- دانيال مونيوث على موقع Soccerbase.com (لاعب) (الإنجليزية)
- دانيال مونيوث على موقع Soccerway.com (الإنجليزية)
- دانيال مونيوث على موقع عالم كرة القدم.نت (الإنجليزية)